# Venera 11
La Venera 11 (Венера-11) va ser una missió espacial no tripulada del programa Venera (URSS) per explorar el planeta Venus. La Venera 11 va ser llançada el 9 de setembre de 1978 a 3:25:39 UTC.
Després de separar-se de la seva plataforma de vol, el 23 de desembre de 1978, el lander va entrar a l'atmosfera de Venus dos dies més tard (el 25 de desembre) a 11.2 km/s. Durant el descens, va emprar primer tècniques de frenada aerodinàmica,  passant després a una frenada amb paracaigudes i acabant amb una frenada atmosfèrica (?). Va fer un aterratge tou sobre la superfície a les 06:24 hora de Moscou (03:24 UT) després d'un descens d'aproximadament 1 hora. La velocitat amb la que va tocar terra estava entre els 7 i 8 m/s. La informació va anar sent transmesa a la plataforma de vol, que la retransmetia a la terra fins que va quedar fora del seu abast 95 minuts després de l'aterratge. Les coordenades de la zona d'aterratge van ser 14°S 299°E

## Plataforma de vol
Després de l'ejecció del mòdul d'aterratge, la plataforma de vol va continuar endavant, passant de llarg Venus, en una òrbita heliocèntrica. El punt més proper a Venus va ocórrer el 25 de desembre de 1978, a una distància d'uns 34.000 km. La plataforma de vol, va actuar com a repetidor de les dades  que anava transmetent el mòdul de descens durant 95 minuts fins que va sortir del seu abast i va reprendre les seves pròpies mesures de l'espai interplanetari.

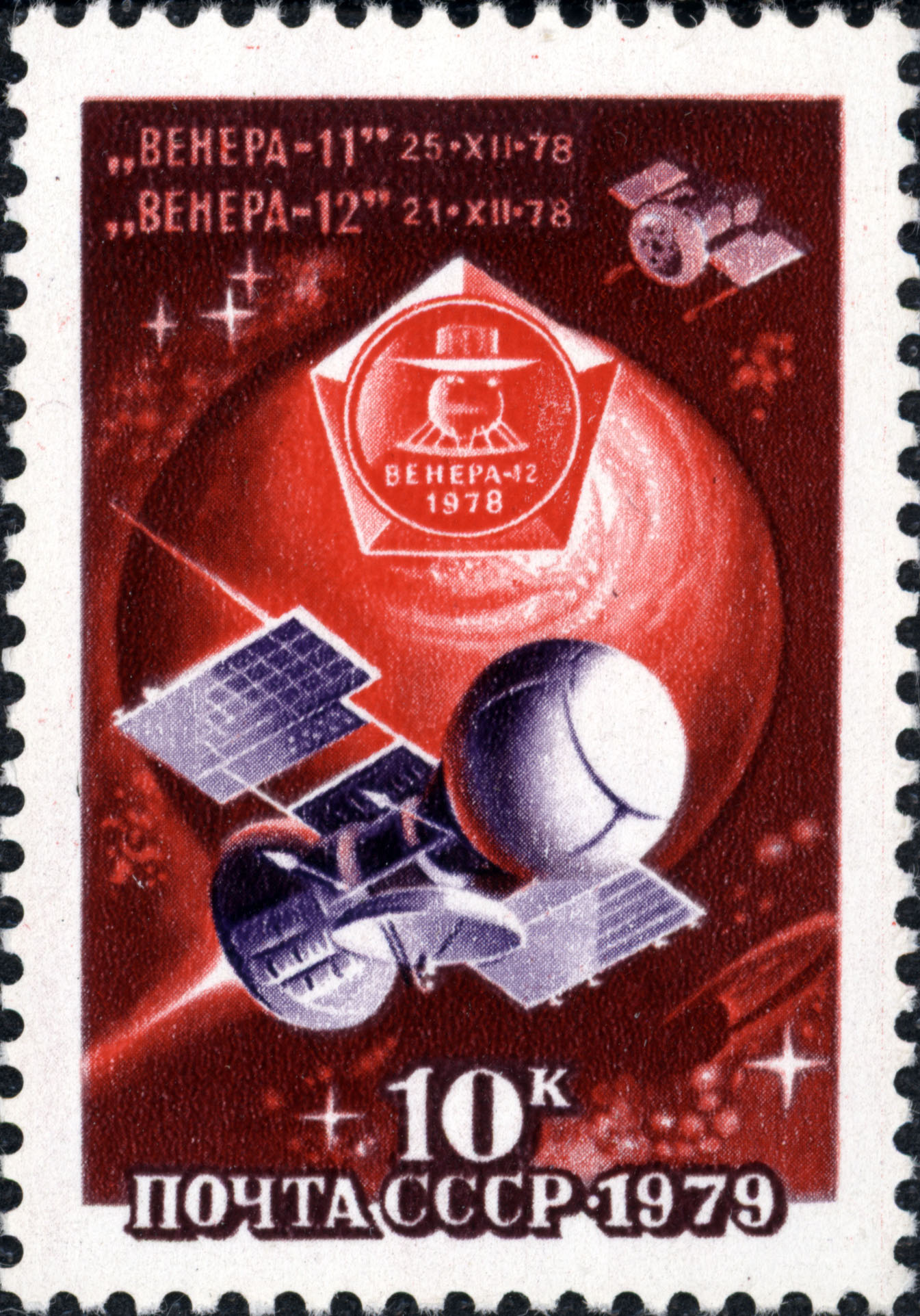
Segell commemoratiu de les missions Venera 11 i Venera 12.

La plataforma de vol de la Venera 11 portava detectors de vent solar, detectors d'electrons de la ionosfera i dos detectors d'esclats de raigs gamma (el soviètic KONUS i el francès SIGNE 2). El detectors SIGNE 2 volaren simultàniament al Venera 12 i al Prognoz 7 per tal de permetre la triangulació de les fonts de raigs gamma. Abans i després del seu sobrevol de Venus, les Venera 11 i Venera 12 van permetre obtenir perfils de temps detallats de 143 esclats de raigs gamma, creant-se així el primer cataleg d'aquest tipus d'events. El darrer esclat de raigs gamma reportat per la Venera 11 va ser el 27 de gener del 1980.
Llista d'instruments i experiments de la plataforma del vol:
- Espectròmetre d'UV Extrem 30–166 nm
- Espectròmetre de Plasma compost
- Detector d'esclats de raigs gamma de KONUS
- Detector d'esclats de raigs gamma de SNEG
- Magnetòmetre
- 4 Comptadors de Semiconductors
- 2 Comptadors de "gas-discharge"
- 4 Comptadors Scintillation
- Telescopi de Protó hemisfèric

La missió va acabar el febrer del 1980.

## Mòdul d'aterratge
El mòdul d'aterratge portava instruments per estudiar la temperatura i la composició química tant de l'atmosfera com del sòl. Un dispositiu anomenat "Groza" va detectar llampecs a la superfície de Venus. Tant la Venera 11 com la Venera 12 tenien dues càmeres, preparedes per pendre imatges en color, tot i que la literatura soviètica no les esmenta. Totes van fallar a causa d'un error de disseny que va impedir que les tapes que protegien les lents les destapessin després de l'aterratge. L'analitzador de la química del sòl també va fallar. A bord hi havia també un cromatògraf de gasos per mesurar la composició de l'atmosfera de Venus, així com instruments per estudiar la dispersió de la radiació solar. Els resultats van denotar l'existència de llamps i trons, una alta proporció d' Ar36/Ar40, i es va trobar monòxid de carboni a altituds baixes.